# 足利持仲

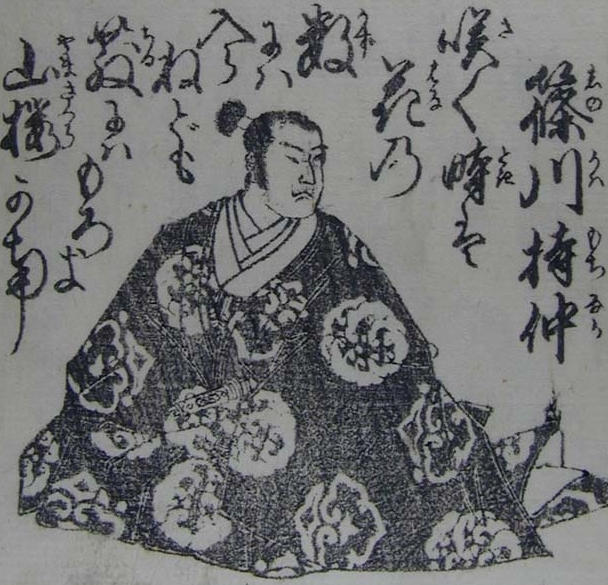
足利持仲（『続英雄百人一首』）

足利 持仲（あしかが もちなか、応永7年（1400年） - 応永24年1月10日（1417年1月27日））は、室町時代の武将。父は第3代鎌倉公方・足利満兼で、叔父・足利満隆の養嗣子。幼名は乙若丸。

## 生涯
満兼が身分が低い女性に産ませた子で、当初は上野国で秘かに育てられていたが、応永7年（1400年）に満兼が正式に実子と認めて鎌倉に呼び寄せたという（『喜連川判鑑』）。
1409年（応永16年）、父・満兼の死に伴い、その嫡子であった異母兄の幸王丸（のちの足利持氏）が第4代鎌倉公方となるが、翌応永17年（1410年）8月、叔父である足利満隆が持氏に対して謀反を企てているとの風説が立ち、持氏が関東管領であった上杉憲定の屋敷に逃げ込むという騒動が発生する（『鎌倉大草紙』など）。その後憲定の仲介により持氏の異母弟である乙若丸（持仲）を満隆の養子とすることで和睦・落着した（騒動は反憲定の勢力が満隆と結んだために発生したものであったため、その煽りを受けて憲定は翌年に関東管領を辞任している）。同年12月、兄・幸王丸（持氏）と同時に元服が行われ、将軍・足利義持より偏諱（｢持｣の1字）を与えられて持仲と称した。
応永23年（1416年）上杉禅秀に擁せられ、養父・満隆と共に持氏に反乱し（上杉禅秀の乱）、持氏を追放して一時的に鎌倉を配下に収めるが、室町幕府の後援による持氏の攻撃に遭い負け、鶴岡八幡宮雪ノ下の坊で自害した。